# Autobahn Baotou–Maoming
Die Autobahn Baotou–Maoming oder Baomao-Autobahn (chinesisch 包茂高速公路, Pinyin Bāomào gāosù gōnglù, englisch Baomao Expressway), chin. Abk. G65, ist eine Autobahn in China, die von der Stadt Baotou in der Inneren Mongolei über Xi’an und Chongqing nach Maoming in Guangdong verläuft. Die Autobahn wird nach Fertigstellung eine Länge von 3.017 km erreichen.